# Генератор (программирование)
В информатике генератор — это подпрограмма, которая может возвращать очередное значение и автоматически сохранять и возобновлять своё состояние для возврата следующего значения.
Генератор похож на функцию, возвращающую массив, поскольку он имеет параметры, может быть вызван и возвращает последовательность значений. Однако выполнение генератора не является непрерывным. Вместо того, чтобы создавать массив, содержащий все значения, и возвращать их в виде единой сущности, генератор возвращает значения по одному, что требует меньше памяти и позволяет вызывающему объекту немедленно приступить к обработке первых нескольких значений.
Генераторы, также известные как полусопрограммы, являются частным случаем сопрограмм. Однако, в отличие от классических сопрограмм, передающих управление в произвольную сопрограмму, генераторы возвращают управление вызывающей стороне при возврате значения.

## Использование
Генераторы обычно выполняются внутри циклов. Однако, например, в языке программирования Icon все выражения являются генераторами, то есть могут исполняться вне контекста традиционных циклических конструкций. При первом вызове генератора в цикле создается объект, который инкапсулирует состояние подпрограммы генератора в начале её выполнения с аргументами, соответствующими требуемым параметрам. Далее тело генератора выполняется до тех пор, пока не будет встречен специальный оператор yield. Значение, указанное в операторе yield, используется в качестве возвращаемого значения. При последующих итерациях выполнение тела генератора возобновляется после оператора yield, пока не встретится следующий yield. Помимо yield, выполнение тела генератора также может быть прекращено оператором break, когда завершается цикл, заключающий в себе вызов генератора.
Поскольку генераторы вычисляют возвращаемые значения только по необходимости, они полезны для представления потоков данных, например, последовательностей, которые было бы затруднительно или невозможно вычислить сразу. К ним относятся в том числе бесконечные последовательности и потоки данных в реальном времени.
Значение, возвращаемое генератором, при необходимости может быть преобразовано в список. Например, в Python генератор g может быть преобразован в список l при помощи l = list(g).

## Примеры

### Java
Java предоставляет стандартный интерфейс для реализации итераторов. Также, начиная с Java 5 конструкция foreach позволяет перебирать в цикле объекты, предоставляемые интерфейсом java.lang.Iterable.
```
record
 
Pair
(
int
 
a
,
 
int
 
b
)
 
{};

Iterable
<
Integer
>
 
myIterable
 
=
 
Stream
.
iterate
(
new
 
Pair
(
1
,
 
1
),
 
p
 
->
 
new
 
Pair
(
p
.
b
,
 
p
.
a
 
+
 
p
.
b
))

        
.
limit
(
10
)

        
.
map
(
p
 
->
 
p
.
a
)::
iterator
;

myIterable
.
forEach
(
System
.
out
::
println
);

```

### С#
Начиная с версии 2.0, C# также поддерживает генераторы
```
// Метод, принимающий на вход итерируемые данные (например, список)

// и возвращающий все четные числа.

public
 
static
 
IEnumerable
<
int
>
 
GetEven
(
IEnumerable
<
int
>
 
numbers
)

{

    
foreach
 
(
int
 
number
 
in
 
numbers
)

    
{

        
if
 
((
number
 
%
 
2
)
 
==
 
0
)

        
{

            
yield
 
return
 
number
;

        
}

    
}

}

```

Возможно использование нескольких операторов yield return. Они будут применены последовательно при каждой итерации:
```
public
 
class
 
CityCollection
 
:
 
IEnumerable
<
string
>

{

    
public
 
IEnumerator
<
string
>
 
GetEnumerator
()

    
{

        
yield
 
return
 
"New York"
;

        
yield
 
return
 
"Paris"
;

        
yield
 
return
 
"London"
;

    
}

}

```

### Python
Генераторы были добавлены в Python в версии 2.2 в 2001 году. Пример генератора:
```
from
 
typing
 
import
 
Iterator

def
 
countfrom
(
n
:
 
int
)
 
->
 
Iterator
[
int
]:

    
while
 
True
:

        
yield
 
n

        
n
 
+=
 
1

# Вывод целых чисел от 10 до 20.

# Обратите внимание, что эта итерация завершается нормально, несмотря на то, что

# countfrom() представляет собой бесконечный цикл.

for
 
i
 
in
 
countfrom
(
10
):

    
if
 
i
 
<=
 
20
:

        
print
(
i
)

    
else
:

        
break

# Следующий генератор возвращает простые числа неограниченное количество раз

import
 
itertools

def
 
primes
()
 
->
 
Iterator
[
int
]:

    
yield
 
2

    
n
 
=
 
3

    
p
 
=
 
[]

    
while
 
True
:

         
# Если n при делении на все числа в p вплоть до sqrt(n)

         
# дает ненулевой остаток, то n — простое число.

         
if
 
all
(
n
 
%
 
f
 
>
 
0
 
for
 
f
 
in
 
itertools
.
takewhile
(
lambda
 
f
:
 
f
 
*
 
f
 
<=
 
n
,
 
p
)):

            
yield
 
n

            
p
.
append
(
n
)

        
n
 
+=
 
2

```

Начиная с версии 3.3 Python поддерживает выражение yield from, позволяющее генератору делегировать часть своих операций другому генератору или итерируемому объекту.